# 浜﨑日香里
浜﨑 日香里（はまさき ひかり、1995年1月29日 - ）は、テレビ西日本（TNC）のアナウンサー。

## 経歴・人物
福岡県北九州市出身。身長164cm、血液型B型。
小学5年時に高島彩（当時はフジテレビのアナウンサーとして『めざましテレビ』にレギュラー出演）へ憧れたことから、アナウンサーを志すようになったという。
立教大学観光学部交流文化学科への在学中に、イギリスへの留学を経験。その一方で、「ミス立教コンテスト2015」でファイナリストに選ばれた。TBSテレビアナウンサーの良原安美は同年コンテストの同窓生で、大学卒業後も交流を持っている。
アルバイトとして東京ドームでビールの売り子を務めていた。さらに、BSフジの学生キャスター（第29期生）として『BSフジNEWS』へ出演。卒業後の2017年に、地元（福岡県）のフジテレビ系列局であるテレビ西日本（TNC）へアナウンサーとして入社した。TNCへの入社後は、ローカル情報番組の『ももち浜ストア』に出演し、気象キャスターを経て2019年4月から2025年3月までMCを担当。同年4月以降は再び気象キャスターを担当している。
趣味はランニングと読書で、特技はアイコンタクト。激辛グルメを食べることや、福岡の名物であるうどんを1人で食べ歩くことをマイブームに挙げている。2019年から毎年2月下旬の日曜日に放送されている『ニッポンわが町うどんMAP』（『ももち浜ストア』からのスピンオフによるTNC制作のFNS全国ネット番組）では、2022年2月27日放送分の「第4弾」で、MCとして入社後初めて全国ネット番組への出演を果たした。
幼少期から銭湯や温浴施設へ家族ぐるみで定期的に通っていたことが高じて、TNC入社後の2021年頃からは、週5 - 6日のペースでサウナを利用しているという。さらに、「サウナの魅力を多くの人に伝えたい」との思いから、日本サウナ・スパ協会の認定資格である「サウナ・スパ健康アドバイザー」「サウナ・スパプロフェッショナル」を相次いで取得。2022年2月15日には、企画の立案から携わった特別番組『サウナMAP』が、TNCから北部九州ローカル向けに放送されている。
2025年3月29日、結婚を報告した。

## 担当番組
- FNN Live News days、Live News イット!（いずれも土曜・日曜担当）
- ももち浜ストア
  - 中継リポーター（2017年4月3日 - 2019年3月29日[注釈 1]、2025年4月1日 - [注釈 2])
  - MC（2019年4月1日 - 2025年3月28日）